# Los Tudor (serie de televisión)
Los Tudor (The Tudors) es una serie de televisión, basada en el reinado de Enrique VIII de Inglaterra, con Jonathan Rhys-Meyers en el papel principal. Se estrenó el 1 de abril de 2007 en el canal de pago Showtime y posteriormente se retransmitió en Iberoamérica por People+Arts, Mega Plus de Chile y en España por Canal+ primero, y posteriormente se emitió en horario de máxima audiencia en La 1 y 8TV. 
Creada por Michael Hirst, la serie está producida por Peace Arch Entertainment para Showtime en asociación con Reveille Productions, Working Title Films y la Canadian Broadcasting Corporation. Se ha rodado en Irlanda.

## Reparto
| Personaje                   | Actor                          |
| --------------------------- | ------------------------------ |
| Rey Enrique VIII            | Jonathan Rhys-Meyers           |
| Cardenal Thomas Wolsey      | Sam Neill                      |
| Anthony Knivert             | Callum Blue                    |
| Charles Brandon             | Henry Cavill                   |
| Duque de Norfolk            | Henry Czerny                   |
| Ana Bolena                  | Natalie Dormer                 |
| Maria Tudor                 | Gabrielle Anwar                |
| Catalina de Aragón          | Maria Doyle Kennedy            |
| Tomás Bolena                | Nick Dunning                   |
| Thomas Cromwell             | James Frain                    |
| Tomás Moro                  | Jeremy Northam                 |
| William Compton             | Kris Holden-Ried               |
| Papa Pablo III              | Peter O'Toole                  |
| Jane Seymour                | Annabelle Wallis / Anita Briem |
| Ana de Cleves               | Joss Stone                     |
| Catalina Howard             | Tamzin Merchant                |
| Catalina Parr               | Joely Richardson               |
| Sir Francis Bryan           | Alan Van Sprang                |
| Edward Seymour              | Max Brown                      |
| Jane Parker (Jane Rochford) | Joanne King                    |
| Princesa María Tudor        | Sarah Bolger                   |

## Sinopsis
La primera temporada narra el período del reinado de Enrique VIII en la que poco a poco va demostrando su eficacia como rey en los diversos conflictos internacionales, así como la intriga política en su propio reino. Mientras, la presión de engendrar un heredero varón le obliga a rechazar a su esposa, Catalina de Aragón, a favor de la joven inglesa Ana Bolena, lo que provoca conflictos con Roma y el Emperador Carlos V. 
También se convierte en padre de un hijo ilegítimo con su amante, Elizabeth "Bessie" Blount, Henry Fitzroy. Al final de la temporada vemos la caída del Cardenal Wolsey, que pierde el favor del rey al no lograr el divorcio que Enrique desea a toda costa, para seguir adelante con su vida de lujuria y perversión.
La segunda temporada Enrique aparece como jefe de la Iglesia de Inglaterra, como resultado de su ruptura con la Iglesia católica por su negativa a concederle el divorcio de Catalina. Durante su batalla con Roma, además de la ejecución de Tomas Moro y del cardenal John Fisher, que no apoyan su alejamiento de Roma y a su gobierno corrupto, vemos cómo Enrique se casa en secreto con Ana Bolena, que está embarazada de la futura Isabel I. Ana, incapaz de darle el ansiado hijo varón cae en desgracia junto a su familia, mientras la atención de Enrique se desplaza ahora hacia Jane Seymour.
La tercera temporada se centra en el matrimonio de Enrique con Jane Seymour y Ana de Cleves, el nacimiento del ansiado heredero, su hijo Eduardo VI, su implacable represión de la Peregrinación de Gracia, la caída de Thomas Cromwell y el comienzo de la relación de Enrique con Catalina Howard. Enrique se reconcilia con sus hijas María I de Inglaterra e Isabel I de Inglaterra.
La cuarta temporada se centra en el malogrado matrimonio de Enrique con Catalina Howard y su matrimonio con Catalina Parr, el último y más feliz. En su vejez y con problemas de salud, el rey busca gloria militar mediante la captura de Boulogne, Francia. En sus últimas horas, se verá acosado por los fantasmas de sus esposas muertas, que le echan en cara el trato y las injusticias cometidas para con ellas.

## Temporadas
| Temporada   | Número de episodios | Primer episodio (V.O.) | Último episodio (V.O.) |
| ----------- | ------------------- | ---------------------- | ---------------------- |
| Temporada 1 | 10                  | 1 de abril de 2007     | 10 de junio de 2007    |
| Temporada 2 | 10                  | 30 de marzo de 2008    | 1 de junio de 2008     |
| Temporada 3 | 8                   | 5 de abril de 2009     | 24 de mayo de 2009     |
| Temporada 4 | 10                  | 11 de abril de 2010    | 20 de junio de 2010    |

## Precisión histórica
Los hechos ocurridos en la serie difieren de los que verdaderamente ocurrieron. Se han tomado muchas libertades con nombres de personajes, relaciones, apariencia física y el año en que ocurrieron algunos hechos.
- El tiempo se abrevia en la serie, dando la impresión de que los hechos sucedieron en un período más corto que el verdadero. Cuando se desarrolla la mayoría de los sucesos de la serie, el rey Enrique VIII tenía treinta años, mientras que en la serie parece que tenga casi la misma edad que su segunda esposa, Ana Bolena. Los historiadores están actualmente divididos acerca de la fecha exacta en la que nació Ana Bolena, ya que no hay registros parroquiales de la época, pero las dos fechas que se barajan son 1501 y finales de 1507. Esto significa que la diferencia de edad mínima entre el rey y Ana era de diez años, y pudo haber sido de dieciséis. Enrique no empezó a perseguir a Ana hasta la mitad de su treintena y se casó con ella pasados los cuarenta.

- En aquella época aún no se les llamaba a los reyes por el nombre de «su majestad», el cual se utiliza mucho en la serie.

- El personaje de la hermana de Enrique, llamada Princesa Margarita en la serie, es en realidad una mezcla de las dos hermanas del rey: la vida de la hermana menor, la princesa María Tudor, emparejada con el nombre de la hermana mayor, Margarita Tudor (para evitar la confusión con la hija del rey, María I de Inglaterra). Históricamente, la princesa María se casó primero con el rey francés Luis XII. La unión duró aproximadamente tres meses, hasta la muerte del monarca; a Luis le sucedió su primo Francisco I, que se casó con la hija de Luis, Claudia de Francia. María se casó posteriormente con Charles Brandon, primer duque de Suffolk. Cuando empieza Los Tudor, Enrique ya está negociando un tratado de paz con Francisco; la princesa Margarita de la serie se casa por lo tanto con el rey de Portugal, que vive solo unos pocos días hasta que ella lo asfixia mientras duerme. Cuando suceden los hechos que se narran en la serie, el Brandon real (que tenía más de cuarenta años) y la princesa María llevaban mucho tiempo casados y tenían tres hijos. La hermana mayor de Enrique, Margarita Tudor, estaba casada en realidad con el rey Jaime IV de Escocia, y se convertiría en la abuela de María Estuardo, Reina de Escocia. Por otro lado, la Corte del rey de Portugal queda escenificada de forma empobrecida, con unos cortesanos con apariencia pastoril, lejos de lo que fue uno de los reinos más poderosos de la Europa de su tiempo con los recién anexionados territorios de ultramar.

- Enrique VIII es aludido como rey de Irlanda en varios episodios. Sin embargo, el rango de rey de Irlanda no fue creado hasta 1541. Durante el periodo que se desarrolla en la serie, Enrique habría sido únicamente Señor de Irlanda.

- Es cierto que Bessie Blount fue una de las amantes más conocidas de Enrique VIII y que tuvo un hijo ilegítimo con el rey (Henry Fitzroy), pero históricamente su hijo no murió siendo un niño. Fitzroy murió en 1536 a los diecisiete años, aproximadamente diez años antes de la muerte de su padre. Blount tampoco estuvo casada hasta después del nacimiento de Henry.

- Las políticas papales representadas en los primeros episodios de la serie tampoco tienen una relación clara con los hechos reales. Se dice que un papa Alejandro está en el lecho de muerte cuando se celebra la reunión entre Enrique y Francisco en el Campo del Paño de Oro (en 1520), cuando el papa real de esa época, León X, murió de repente a finales de 1521, y no ha habido un papa llamado Alejandro desde 1503, antes del comienzo del reino de Enrique. Se dice que un tal cardenal Orsini es elegido tras la muerte del Alejandro ficticio, lo cual, de nuevo, no corresponde con la historia verdadera, ya que el tutor del Emperador, Adriano de Utrecht, fue elegido para suceder a León, y tras su muerte un año más tarde fue elegido para el trono papal el cardenal Médici, quien bajo el nombre de Clemente VII se negó a permitir el divorcio de Enrique.

- En el primer episodio, un embajador inglés descrito como el tío de Enrique VIII es asesinado en Italia por unos franceses; el Enrique VIII histórico no tenía tal tío. Sin embargo, el nombre del personaje es "Courtenay," sugiriendo que se trata de William Courtenay, primer duque de Evon, quien estaba casado con la tía de Enrique Catalina de York, pero este murió de pleuritis en 1511.

- Tampoco hay evidencia histórica de que el compositor Thomas Tallis fuera bisexual, como se muestra en la serie. Además Tallis no tocó en la corte hasta al menos diez años después de los hechos que se desarrollan en la serie, hacia 1543.

- El Palacio de Whitehall, que se muestra como la casa de Enrique desde el comienzo de la serie, solo cayó en manos del monarca en 1530, cuando le quitó el poder al cardenal Wolsey. Hasta ese momento se llamaba York Place, y Enrique dispuso que fuera la casa que compartiría con su prometida, Ana Bolena. El Palacio no fue llamado de Whitehall hasta más de una década después.

- En la primera temporada, Enrique está componiendo Greensleeves para Ana Bolena. Esto es solo una leyenda. La referencia más antigua de la canción, data de 1580, cuando Enrique ya había muerto. En el segundo episodio de la primera temporada, Enrique VIII celebra el nacimiento de su hijo Enrique disparando un tipo de mosquete que no se inventó hasta 1630, un siglo después.

- El intento de asesinato de Ana Bolena durante su coronación no es real; fue inventado por Hirst, según él para "mostrar lo mucho que el pueblo inglés odiaba a Ana".

- El cardenal Wolsey no estuvo prisionero y no se suicidó. Después de ser acusado de traición, partió hacia Londres para responder a los cargos, pero murió durante el viaje, en Leicester. Wolsey murió en 1530, tres años antes de la muerte de la hermana del rey, María; en la serie, los dos hechos se yuxtaponen. Además, fue a partir de 1630, 27 años después de la muerte de la hija de Enrique, Isabel I, cuando a los cardenales de la Iglesia católica se les denomina “Eminencia”, como es llamado el cardenal Wolsey en la serie.

- William Brereton no confesó cometer adulterio con la reina Ana y es casi seguro que no era un agente del papa. Era un rico magnate que poseía muchos territorios en los que era impopular y despiadado, y probablemente fue acusado por el deseo de Cromwell de acabar con un enconado problema político.

- Mark Smeaton durante sus presentaciones toca en la corte el violín, pero los registros más antiguos del uso de este instrumento en Inglaterra datan de 1545, durante el reinado de Enrique VIII, que por entonces no estaba casado con Ana Bolena, sino con Catalina Parr. Lo más probable es que el instrumento fuese introducido en el país por músicos italianos que arribaron a la isla previo a la boda con Ana de Cleves, en 1540.

- Además, Thomas Cranmer no estaba presente en la ejecución de Ana Bolena, ni indujo a la multitud a arrodillarse cuando ella lo hizo para que la decapitaran. Estaba paseando con Alexander Ales cuando ocurrió y se dice que se sentó y lloró cuando llegó la hora.

- Siguiendo con el tema de la decapitación de Ana Bolena, podemos reseñar también que puesto que era una noble fue en realidad ejecutada en privado dentro de la Torre de Londres (y no en público y fuera de ella como se ve en la serie). Otra diferencia es que en la serie Ana aparece con los ojos desvendados, cuando en realidad le fueron vendados para decapitarla. También en la escena cuando ya está a punto de morir, vemos cómo el verdugo dice: "¿Dónde está mi espada?", la ve en el suelo, la recoge y decapita a Ana, pero en realidad él pronunció esas palabras cuando ya tenía la espada en la mano a pocos segundos de decapitar a la mujer y lo hizo así para distraer la atención de Ana mientras que la espada ya estaba en camino.

- Dentro de estas desviaciones históricas, el rey Enrique VIII pasea con Ana Bolena por un jardín cubierto de hielo y nieve cuando le comunica que la va a presentar al rey de Francia como su esposa. En primer plano aparece una reproducción de la Venus de Milo, la cual fue descubierta en Milo, en el archipiélago de las Cícladas, en el año 1820.

- Se hace alusión al "Vaticano" cuando se habla del Papa (vgr: "El Vaticano no aprobará vuestro divorcio"). Lo cierto es que el Estado del Vaticano se fundó en 1929. Lo correcto sería decir "Roma", o "La Iglesia".

- En la última temporada Enrique se ve sacudido por la muerte primeramente de Francisco I y después de su amigo Charles Brandon. En realidad Enrique murió dos meses antes que Francisco I.

- En el primer capítulo de la segunda temporada se muestra una vista panorámica de Roma y la Basílica de San Pedro en todo su esplendor. Lo cierto es que esta Basílica terminó de construirse mucho después de los hechos mostrados en el capítulo.

- En la primera temporada se realiza una panorámica de Roma donde aparece la plaza de San Pedro terminada tal y como la proyectó Bernini, es decir, con la doble columnata; lo cual es un anacronismo flagrante, pues ésta se realizó un siglo después, en 1657.

- En el segundo capítulo de la primera temporada, el caballo del rey lleva las armas de la corona de Aragón, un poco después, el paje que hace de juez en la lucha de los reyes de Francia e Inglaterra, lleva un traje con las armas del Emperador.

- En la serie se envia a Charles Brandon Duque de Suffolk a negociar y repeler la Peregrinación de Gracia en 1536, sin embargo el rey envió en realidad a Thomas Howard III Duque de Norfolk como su enviado.
- La edad de Robert Aske también es inexacta, en la serie se muestra como un hombre maduro mayor de 50 años, cuando se cree que falleció teniendo 37 años.
- Siguiendo la misma temática, cuando los representantes de Enrique VIII acuden a la corte del duque Juan III de Cléveris con el fin de poder ver a su hija Ana y comenzar a realizar los preparativos de la boda real, detrás del cortesano que les recibe aparece el águila alemana con las armas de la casa de Hohenzollern sobre su pecho. Dicha casa alemana no tendrá ninguna relación con los dominios de los duques de Cléveris (Cléveris, Juliers, Berg, Mark, Ravensberg, etc.) hasta, como muy pronto, 1609, cuando murió Juan Guillermo de Cléveris sin descendencia, iniciándose así la llamada crisis de la sucesión de Juliers-Cléveris.

## Premios
La serie ha estado nominada para el Globo de Oro como mejor serie dramática en 2007. Jonathan Rhys Meyers estuvo nominado como mejor actor en serie dramática por su papel. Maria Doyle Kennedy ganó un IFTA como mejor actriz de reparto por su papel de Catalina de Aragón, al igual que Sarah Bolger en los IFTA 2010 por su interpretación de la Princesa María Tudor.